# Șanțul sinusului marginal
Șanțul sinusului marginal (Sulcus  sinus  marginalis) este un șanț inconstant care încercuiește gaura occipitală, aflat pe marginea inferioară a ei. Prin șanțul sinusului marginal trece sinusul marginal (Sinus marginalis).